# Claude Bardos
Claude Williams Bardos, né le 4 avril 1940, est un mathématicien français spécialiste de physique mathématique.

## Biographie
Après sa thèse en 1969 à l'université de Paris sous la supervision de Jacques-Louis Lions Claude Bardos a  effectué toute sa carrière de chercheur au 
laboratoire Jacques-Louis-Lions de l'université Paris-Diderot et au Département de Mathématiques Appliquées de l' ENS Paris
Claude Bardos est un des leaders internationaux de l'analyse des équations cinétiques qui interviennent en ingénierie spatiale, en neutronique, transfert radiatif, physique des plasmas, etc. Avec François Golse et David Levermore il a été initiateur d'un ambitieux programme de recherche visant à relier rigoureusement ces descriptions microscopiques par l'équation de Boltzmann aux équations de la mécanique des milieux continus (équations de Navier-Stokes), en réponse à un des problèmes lancés par David Hilbert au congrès international des mathématiciens de 1900.
Une de ses contributions majeures concerne le problème du contrôle de l'équation des ondes : comment en agissant sur les bords du domaine où se propage un signal, imposer la forme de celui-ci en un temps donné ? Avec Gilles Lebeau et Jeffrey Rauch, il a mis en évidence des conditions géométriques sur la forme du domaine qui régissent la réponse à cette question.
Il est l'auteur de 338 publications dans des revues spécialisées, mais aussi de nombreuses publications de formation ou de vulgarisation dans des ouvrages comme Universalis, Techniques de l'ingénieur, Leçons de mathématiques d'aujourd'hui, ou des revues comme Pour la science.
Il a encadré 36 thèses dont celles de Pierre Degond, François Golse  et Catherine Sulem.

## Distinctions
- Membre du conseil scientifique de l'École normale supérieure de Cachan en 1991[8].
- Prix Gay-Lussac Humboldt en 1993.
- Prix Maxwell de l'ICIAM en 2019[9].
- Un symposium du Collège de France a été organisé en son honneur en 2025[10].